# Lamblie střevní
Lamblie střevní (Giardia intestinalis, G. lamblia nebo G. duodenalis) je parazitický prvok z řádu diplomonád. V širším pojetí se jedná o několik druhů, které lze od sebe odlišit na základě charakteristických morfologických znaků u trofozoitů. Onemocnění způsobené lambliemi se označuje jako giardióza či lamblióza.

## Popis
Lamblie nemá buněčná ústa a živí se tak pouze pinocytoticky. Také má jen redukované mitochondrie: označují se jako mitozomy a neobsahují na rozdíl od mitochondrií genom. Na druhou stranu mají dvě jádra. V roce 2007 byl sekvenován genom této diplomonády; je spíše menší a obsahuje 12 miliónů párů bází.
Na spodní straně buňky je vytvořen přísavný disk, tvořený mikrotubuly a proteinem giardinem. Při dělení tento přísavný disk zaniká a každá ze vzniklých buněk si ho musí vytvořit znovu (de novo). Jako organizační centrum tvorby nových mikrotubulů pro novou přísavku slouží mediánní tělíska, vypadající jako dvě oválné struktury uprostřed buňky.. Mediánní tělísko a adhezivní disk jsou pro jednotlivé druhy rodu Giardia charakteristické. Dalším charakteristickým znakem je přítomnost bičíků – mají 6 předních a 2 zadní (vlečné) bičíky. Vlečné bičíky procházejí tělem lamblie v cytostomu a vystupují zádí.

## Životní cyklus

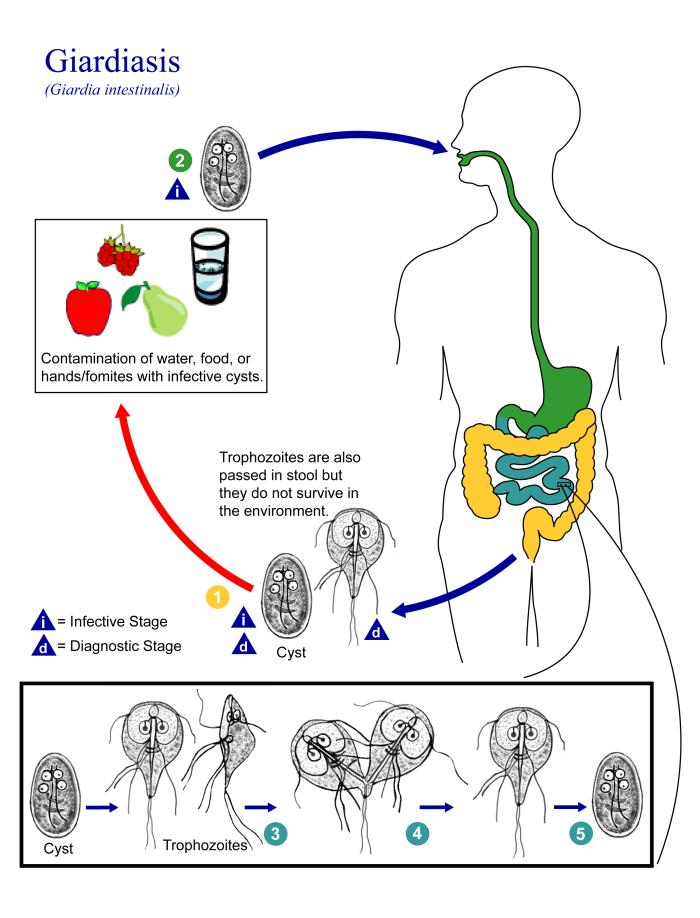
Životní cyklus G. intestinalis

Lamblie tvoří cysty – mají vejčitý tvar a měří 8–12 × 7–10 µm. Ty se po požití v žaludku excystují a mění se na trofozoity. Ti dosahují rozměrů: délka 9–21 µm, šířka 6–12 µm, tloušťka 2–4 µm. Usídlují se na povrchu sliznice tenkého střeva, především ve dvanáctníku a proximální části lačníku (duodenum a jejunum, součást tenkého střeva) nebo v žlučovodech a žlučníku. Právě v tenkém střevě způsobují příznaky nemoci, protože trofozoiti mechanicky ničí svým přísavným diskem stěnu tenkého střeva a to tak, že se adhezivním diskem přichycují na povrch enterocytů a pokryjí sliznici střeva, kterou tak zbaví resorpční schopnosti a naruší tím trávení. Proto se Giardii říká tzv. kobercový parazit. Rovněž se množí a tvoří se cysty, které odcházejí z těla ven a obvykle dalšího hostitele nakazí skrz znečištěnou vodu nebo potraviny.

## Onemocnění
Giardióza je v ČR nejčastější lidské střevní onemocnění způsobené parazitickým prvokem, s incidencí až několika stovek případů ročně. Na celém světě pak trpí giardiózou milióny lidí.

## Další druhy
Střevní lamblie není jediným druhem, existuje několik podobných druhů rozlišitelných podle morfologie trofozoitů:
- Giardia intestinalis – hostitelem jsou hospodářská, domácí, volně žijící zvířata a člověk
- Giardia ardeae a Giardia psittaci – hostitelem jsou ptáci (pravděpodobně nejsou přenosné na člověka)
- Giardia muris a Giardia microti – hostiteli hlodavci (nebyl potvrzen přenos na člověka)
- Giardia agilis – hostiteli obojživelníci (nebyl potvrzen přenos na člověka)

## Geografická prevalence
Vyskytuje se v rozvojových i vyspělých zemích po celém světě. Nejčastěji se nachází v tropických a mírných pásmech. Vyksytuje se běžně  kvůli schopnosti přežívat ve vodním prostředí, většinou přežívá v řekách, jezerech a venkovních bazénech. Případy giardiózy jsou frekventovanější v rozvojových zemích, kde je sanitace a celková hygiena horší v porovnání s vyspělími zeměmi, kde je sanitace a hygiena regulovaná. Ve vyspělých zemích je prevalence giardiozy 2–5%, ve vývojových zemích je prevalence 20–30%.
Giardioza je nejčastější střevní infekce ve Spojených státech a Spojenem království, která je způsobena parazitem. Ve Spojených státech se nakažení giardiozou více vyskytuje v městských oblastech.

## Prevalence a epidemiologie
Způsobuje infekci nazývanou giardióza. Tento parazit je působitelem endemického i epidemickeho onemocnění všude ve světě. Je to nejčastěji diagnostikovány střevní parazit ve Spojených státech a v Kanadě. Je odhadováno, že infikuje 280 milionů lidí každý rok a průměrně způsobí přes 500 tisíc úmrtí. 
Cysty jsou schopny přežít týdny až měsíce ve studené vodě, tudíž se mohou vyskytovat v kontaminovaných studnách a ve vodním systému. Nejčastěji se nachází ve zdrojích stojaté vodě, například v přírodních rybnících, bouřkové vodě a i v horních tocích. Cysty se také mohou vyskytovat v půdě, jídle, vodě, nebo na površich které byly kontaminované trusem od infikovaných zvířat či lidí. Mohou se také vyskytovat v přehradách, ve kterých zůstanou i po úpravě vody. Cysty jsou odolné proti konvenčním metodám úpravy vody, jako je chlorování či ozonolýza.
Nejvíce náchylnou demografií jsou děti od 0 do 4 roku. Globálně je Giardia intestinalis nejčastěji diagnostikovaný protozoalní střevní parazit. Giardia má obvyklý obdobný vzorec ve výskytu, nejvíce se vyskytuje v pozdním létě až do brzkého podzimu. Zoonotický přenos je také možný, proto může být problém při kempování v přírodě nebo při plavání v kontaminovaných vodních tocích, či jezerech. Zvláště v jezerech, která byla vytvořena bobřími přehradami (proto se často giardioza přezdívá „bobří horečka“). Giardioza se častěji vyskytuje u dětí než u dospělých, předpokládá se, že je to kvůli fekálně-orálnímu přenosu. Ne všechny infekce giardiózou musí být symptomatické, z tohoto důvodu mohou lidé nevědomě sloužit jako parazitičtí přenášeči. U tohoto parazita se může vyskytovat reinfekce a chronická infekce.